# ساكومار
ساكومار هو ممثل هندي، ولد في 14 أبريل 1963 في الهند. من الجوائز التي نالها جائزة فيلم فير جنوب.

## جوائز
- جائزة فيلم فير جنوب

## وصلات خارجية
- ساكومار على موقع IMDb (الإنجليزية)
- ساكومار على موقع قاعدة بيانات الفيلم (الإنجليزية)